# Albert Pisapia
Albert Pisapia, né le 15 mars 1923 à Marseille et mort le 9 mars 2012 dans la même ville, est un joueur de pétanque français. 

## Biographie
Albert Pisapia est une légende du Mondial La Marseillaise avec sept titres, ce qui en fait le joueur le plus titré de cette compétition (victoire en 1964, 1966, 1971, 1979, 1982, 1985 et 1990) devant Jean-Marc Foyot (six titres). Il a été aussi une fois champion de France en 1962 en triplette.

## Clubs
- ?-? : Pétanque Gazélec Marseille (Bouches-du-Rhône)

## Palmarès

### Séniors

#### Championnats de France
Champion de France
- Triplette 1960 (avec Jean Battesti et Vincent Bellantinio) : Pétanque Gazélec Marseille

#### Mondial La Marseillaise
Vainqueur
- 1964 (avec François Besse et Eugène Lubrano)
- 1966 (avec François Besse et Charles Simon)
- 1971 (avec Gabriel Binder et Pierre Brocca)
- 1979 (avec Roger Capeau et Emile Chavillon)
- 1982 (avec Jean-Pierre Ferret et Eugène Lubrano)
- 1985 (avec Noël Bengler et Daniel Tescier)
- 1990 (avec Fernand Moraldo et Adrien Schatz)

### Records
- Sept Mondial La Marseillaise.